# Anisothecium recurvimarginatum
Anisothecium recurvimarginatum là một loài Rêu trong họ Dicranaceae. Loài này được (S. Okamura) Iisiba mô tả khoa học đầu tiên năm 1929.